# PowerVu
 (novembre 2018).
PowerVu est un système de contrôle d'accès pour la télévision numérique, développé par la société américaine Scientific Atlanta (en), utilisé par les réseaux de télécommunication et chaînes de télévision Retevisión, Bloomberg Television, Discovery Channel, ABS-CBN, GMA Network et American Forces Network.
PowerVu dispose de décodeurs qui restituent les signaux de certains satellites pour les services de distribution par câble. Ces décodeurs peuvent également être utilisés comme les récepteurs satellite FTA (Free to air) s'ils sont correctement configurés.